# Старий Бялч
Старий Бялч (пол. Stary Białcz, нім. Belsch) — село в Польщі, у гміні Сміґель Косцянського повіту Великопольського воєводства.
Населення — 173 особи (2011).
У 1975-1998 роках село належало до Лешненського воєводства.

## Демографія
Демографічна структура станом на 31 березня 2011 року:
|          | Загалом | Допрацездатний вік | Працездатний вік | Постпрацездатний вік |
| -------- | ------- | ------------------ | ---------------- | -------------------- |
| Чоловіки | 86      | 23                 | 56               | 7                    |
| Жінки    | 87      | 18                 | 45               | 24                   |
| Разом    | 173     | 41                 | 101              | 31                   |